# Complex Puig d'en Roca
El Complex Puig d'en Roca és un jaciment arqueològic situat a la riba esquerra del riu Ter, a Sant Ponç de Fontajau de Girona, (el Gironès), inclòs a l'Inventari del Patrimoni Arqueològic i Paleontològic de Catalunya.
Es troba en una zona urbana, en un turó d'una alçada de 80 metres sobre la plana a 145 metres sobre el nivell del mar. Es compon d'un conjunt d'estacions a l'aire lliure corresponents al Paleolític inferior i mitjà, associat a un complex de terrasses fluvials fòssils.

## Descobriment i història de les intervencions arqueològiques
Aquest jaciment es va descobrir per casualitat l'any 1956, durant les obres d'esplanació per a la construcció dels edificis de beneficència de la Diputació de Girona. L'any 1972 l'Associació Arqueològica de Girona va començar a prospectar sistemàticament el Puig d'en Roca i, entre els anys 1974 i 1975, el professor H. de Lumley i el seu equip en van estudiar els materials recollits. De 1974 a 1978, una segona campanya de recol·lecció en superfície, duta a terme ja per un equip més ampli de l'Associació Arqueològica de Girona, va constatar la gran abundància d'instruments. Els primers indicis d'indústria es van trobar l'any 1978, i el 1979 es va portar a terme l'excavació sistemàtica d'un jaciment del Paleolític inferior a Catalunya que van anomenar "Puig d'en Roca Exc.". Entre els anys 2008 i 2009 es va detectar material lític del Paleolític inferior i mitjà entre aquest jaciment i el del Turó de la Bateria.

## Troballes
Malgrat les intenses prospeccions que s'han fet, només s'hi han pogut recollir restes lítiques, ja que les terres argiloses, els conglomerats i els gresos que conformen el substrat geològic del jaciment no van permetre la conservació de restes paleontològiques. Fins ara, tampoc no s'hi ha pogut localitzar cap mena d'estructura d'hàbitat i, de fet, totes les restes localitzades sembla que hi apareixen en una clara posició secundària.
Les col·leccions de materials recollides al jaciment han estat anomenades amb denominacions segons la seva àrea de procedència. La denominació de Puig d'en Roca I-II indica la procedència dels materials que van aparèixer associats a la terrassa IV de la seqüència local; el Puig d'en Roca III indica els materials associats a la terrassa III més baixa (Turó de la Bateria), i el Puig d'en Roca IV i Excavació indiquen els materials recuperats a la zona on es van fer excavacions arqueològiques sistemàtiques durant els anys vuitanta del segle passat.
A les col·leccions de Puig d'en Roca I-II i IV es va recollir instrumental de caràcter domèstic, còdols tallats de tipologia diversa (unifacials i bifacials parcials) i un utillatge sobre ascla que comprèn nombroses rascadores, osques, denticulats i algun burí.